# إبراهيم فييتش
إبراهيم فييتش (بالبوسنوية: Ibrahim Fejić) (1879 - 15 ديسمبر 1962) عالم دين مسلم بوسني، شغل منصب عمدة موستار من عام 1929 حتى عام 1934، وكان مفتي الجماعة الإسلامية اليوغوسلافية من عام 1947 حتى عام 1957. عرف عنه موقفه الرافض لإلزام النساء المسلمات بتغطية الوجه.

## وفاته
في نوفمبر 1957، طلب فييتش إعفاءه من منصبه. توفي في 15 ديسمبر 1962، ودفن بعد ذلك بيومين في سراييفو.